# Höchberg
Höchberg – gmina targowa w Niemczech, w kraju związkowym Bawaria, w rejencji Dolna Frankonia, w regionie Würzburg, w powiecie Würzburg. Leży około 4 km na południowy zachód od centrum Würzburga, przy drodze B8 i B27.

## Demografia
| Rok  | Liczba mieszk. |
| ---- | -------------- |
| 1970 | 5 449          |
| 1987 | 8 761          |
| 2000 | 9 500          |

## Współpraca
Miejscowości partnerskie:
- Bastia Umbra, Włochy (od 1990)
- Luz-Saint-Sauveur, Francja (od 1977)